# AYAMO
AYAMO（あやも、1987年9月17日 - ）は、広島県出身の日本のファッションモデル。本名は、山岡あやも。芸能事務所エープラス所属。またユニットAMOYAMO（アモヤモ）のメンバー。

## 略歴・人物
- 2009年から、女性向けファッション雑誌「Zipper」で専属読者モデルを務めている。
- 趣味は、動物研究、スケートボード、アニメ。特技は、口笛、コンピュータゲーム[2]。
- 青文字系雑誌を代表するモデルであり、同事務所のAMOとのコンビで「AMOYAMO」と呼ばれ、2012年8月1日より音楽活動を開始する[3]。

## 出演

### 雑誌
- Zipper（2009年 - 現在）専属読者モデル
- 月刊EXILE（2010年10月27日、LDH）
- CD&DLでーた ・付録小冊子「GACKT KIMONO」（2010年11月14日、角川書店）

### テレビ
- お願い!ランキング（2010年11月7日、2010年12月26日、テレビ朝日）
- しゃべくり007（2010年11月8日、日本テレビ）
- PON!（2010年11月11日、日本テレビ）
- ひみつの嵐ちゃん（2011年1月27日、TBS）
- ザ!世界仰天ニュース（2011年2月2日、日本テレビ）
- 趣味初体験 シュミ★レーション（2011年3月5日、関西テレビ）
- ダウンタウンDX（2011年3月10日、読売テレビ）
- 王様のブランチ（2011年3月19日、TBS）
- 週末のシンデレラ 世界!弾丸トラベラー（2011年9月17日、日本テレビ）

### ラジオ
- SORA×NIWA FM「土曜の昼にAMOYAMOが」（2012年2月4日 - 現在）

### 写真集
- AMOYAMO CIRCUS（2011年3月23日、祥伝社）

### ファッションショー
- 原宿スタイルコレクション2010 SPRING（2010年3月12日）
- 原宿スタイルコレクション2010 AUTUMN（2010年9月12日）

### 声優
- DVD・CGショートアニメ「中学星 UNIVERSAL すこやか」百地もち役（2012年4月27日、角川書店）